# Château de Sarrebruck
Le château de Sarrebruck est un château baroque situé à Sarrebruck, capitale de la Sarre. Il est situé dans le quartier d'Alt-Saarbrücken sur la rive gauche de la Sarre. Auparavant, un château médiéval et un château Renaissance se trouvaient sur le même site.

## Histoire

### Moyen Âge
Les sources historiques de l'année 999 font état de l'existence d'un impérial Castell Sarabruca. En 1009, il s'appelle Veste Sarebrugka . Un document de 1065 mentionne que le duc Frédéric de Basse-Lorraine a reçu le château comme fief du roi . Plus tard, l'empereur Henri IV donna le château au frère de Frédéric, le comte Adalbero III de Luxembourg, évêque de Metz .
En 1168, le château fut détruit par le comte Symon, sur l'ordre de l'empereur Frédéric Ier . Les archives postérieures mentionnent un château et un bourg le 2 juillet 1277 
Un acte datant de 1485 indique que le comte Jean II ... en 1459, à cause de la guerre, commença à fortifier et à garder les deux villes. En 1463, John ajouta un rempart et un pont - levis traversant le fossé qui séparait le château de la ville.